# Яковлев, Алексей Евгеньевич
Алексе́й Евге́ньевич Я́ковлев, после эмиграции в США Алексис Джексон (англ. Alexis Jackson; 28 августа 1881 — 1950, по другим сведениям 1964, Рочестер, США) — российский архитектор.

## Биография
Алексей Яковлев родился 28 августа 1881 года в Санкт-Петербурге. В 1909 году окончил Институт гражданских инженеров императора Николая I в Санкт-Петербурге.
В 1910 году победил во Всероссийском конкурсе на разработку проекта Народного дома имени Императора Александра II в Пензе. В 1911 году переехал в Пензу для проработки проекта и наблюдения за строительством Народного дома. По должности в Пензе был младшим архитектором губернского строительного отделения. Другая постройка Яковлева в Пензе — летний театр в парке имени В. Г. Белинского.
В 1915 году во время идущей Первой мировой войны Яковлев был призван в армию и уехал, как впоследствии оказалось, навсегда и из Пензы, и от семьи. Последние известия от него семья получила в 1916 году, когда он был отправлен для закупок вооружения за границей. Первой из оставленной им семьи 25 лет спустя, в 1940 году, его увидела старшая дочь Татьяна — после своего бегства в США из оккупированного немцами Парижа.
Сам Яковлев, эмигрировав в США после Октябрьского переворота, англизировал своё имя как Алексис Джексон и до 1940 года полностью исчез из поля зрения всех своих родственников.
В Сан-Франциско, где Яковлев поначалу жил, он устроился работать техником по ремонту автомобилей и женился на малообразованной русской эмигрантке Зинаиде Васильевой, от которой у него родился сын Евгений. Позже Вадим Макаров, сын вице-адмирала Макарова, помог Яковлеву перебраться в Нью-Йорк и устроиться в лабораторию завода «Мантол». По предположению биографа Татьяны Яковлевой Юрия Тюрина, в США у Алексея Яковлева было три брака. С одной из жён Яковлева, француженкой, Тюрин встречался лично.

### Семья
- Родители:
  - Отец — Евгений Александрович Яковлев (1857—1898), российский инженер, изобретатель отечественного двигателя внутреннего сгорания. Основатель и владелец первого российского завода газовых и керосиновых двигателей (ныне завод «Вулкан»).
  - Мать — Софья Петровна Кузьмина (?—1939), российский математик.
- Брат и сестра:
  - Брат — Александр Евгеньевич Яковлев (1887—1938), русский художник.
  - Сестра — Александра Евгеньевна Яковлева (сценический псевдоним Сандра, 1889—1979), российская и французская оперная певица, вокальный педагог.
- Жёны:
  - Любовь Николаевна Яковлева (урождённая Аистова).
  - Зинаида Васильева.
  - Неизвестная.
  - Неизвестная.
- Дети:
  - Дочери (от брака с Любовью Аистовой):
    - Татьяна Алексеевна Яковлева (1906—1991), французский и американский модельер женской одежды, художник-дизайнер. Возлюбленная и адресат двух любовных стихотворений Владимира Маяковского в 1928—1929 годах.
    - Людмила Алексеевна Яковлева (1908—?), французская балерина, актриса, модель.

  - Сын (от брака с Зинаидой Васильевой) — Евгений Алексеевич Яковлев.
- Внучка (дочь Татьяны Яковлевой) — Франсин дю Плесси Грей (1930—2019), американская писательница.